# Volker Zerbe
Volker Zerbe (Magdeburg, 30 de junho de 1968) é um ex-handebolista profissional e treinador alemão.
Volker Zerbe atuou em quatro olimpíadas.